# Chika Teshima
Chika Teshima –en japonés, 手島 知佳, Teshima Chika– es una deportista japonesa que compitió en judo. Ganó una medalla de bronce en el Campeonato Asiático de Judo de 1999, en la categoría de –78 kg.

## Palmarés internacional
| Campeonato Asiático | Campeonato Asiático | Campeonato Asiático | Campeonato Asiático |
| Año                 | Lugar               | Medalla             | Categoría           |
| ------------------- | ------------------- | ------------------- | ------------------- |
| 1999                | Wenzhou (China)     | Medalla de bronce   | –78 kg              |